# Social maskning

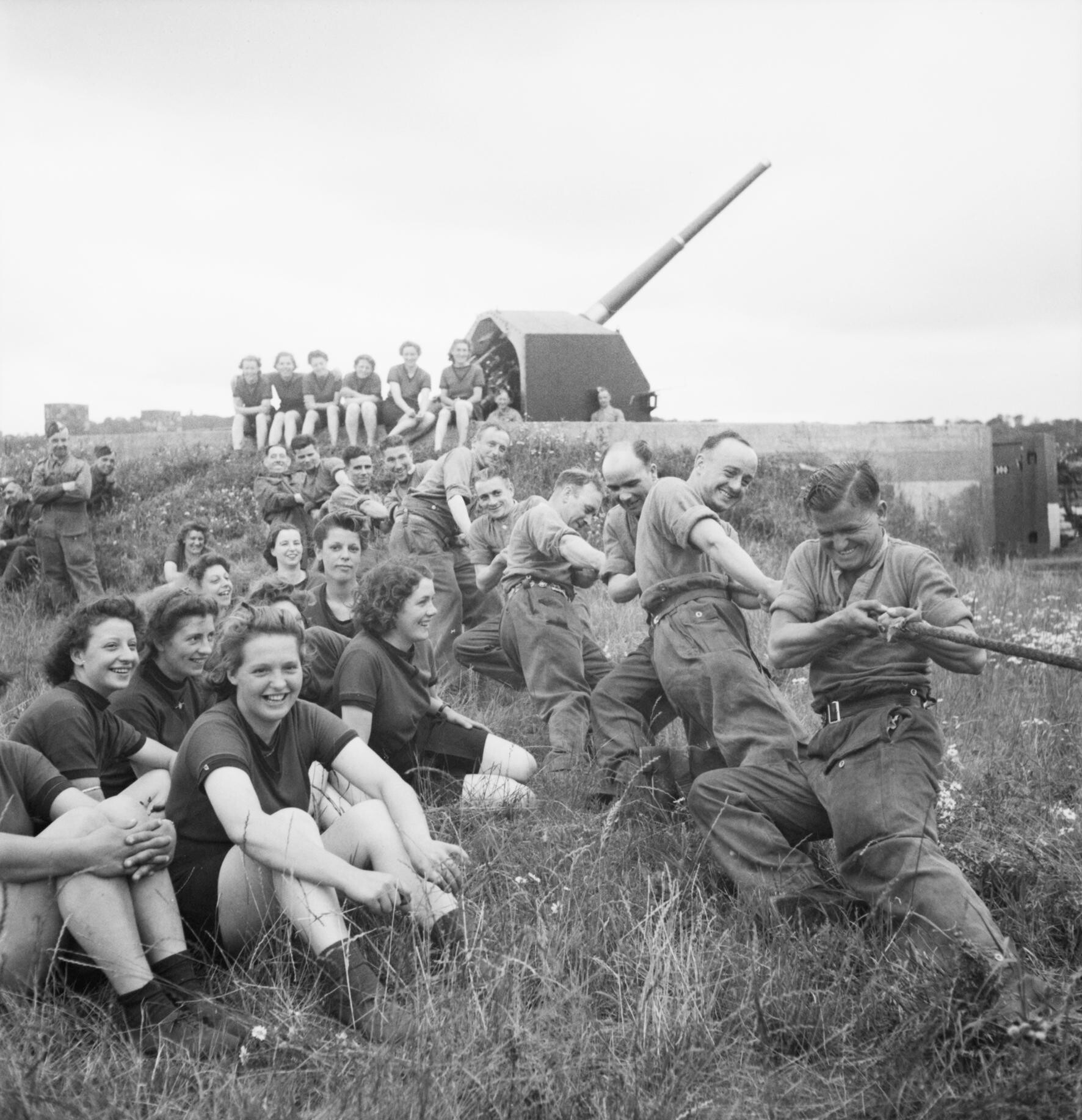
Repdragningsexperiment är ett exempel när maskning när förekomma.

Social maskning (engelska: social loafing) avser ett socialpsykologiskt fenomen där en person anstränger sig mindre för att uppnå ett mål vid arbete i en grupp än när personen arbetar ensam.
Detta fenomen ses som en av de främsta orsakerna till att grupper ibland är mindre produktiva än den som arbetar som individ. Forskning om social maskning började med repdragningsexperiment av Max Ringelmann(en), som fann att medlemmar i en grupp tenderade att anstränga sig mindre för att dra ett rep än en ensam individ. I nyare forskning har studier som involverar modern teknik, såsom internet och distribuerade grupper, också visat tydliga bevis på social maskning. Många av orsakerna till social maskning härrör från att enskilda medlemmar känner att deras individuella ansträngning inte spelar någon roll för gruppen.